# Oregon State Beavers football
Oregon State Beavers football — это студенческая футбольная команда университета штата Орегон в студенческом футболе NCAA Division I FBS. Команда впервые выступила в организованном футбольном составе в 1893 году и является членом конференции Pac-12. Домашние матчи команды проходят на стадионе «Резер» в Корваллисе, штат Орегон.

## История

### Ранняя история
Футбол в Университете штата Орегон начал свою историю в 1893 году. Это произошло вскоре после того, как в колледже, который тогда назывался Орегонским сельскохозяйственным колледжем, была разрешена лёгкая атлетика. До мая 1892 года лёгкая атлетика была запрещена. Однако после смерти президента школы Бенджамина Арнольда его преемник Джон Блосс отменил этот запрет.
Уильям Блосс, сын Джона Блосса, основал первую команду, в которой он был одновременно тренером и квотербеком. Первая игра команды состоялась 11 ноября 1893 года. В этом матче команда одержала лёгкую победу со счётом 64:0 над командой колледжа Олбани.

### Членство в конференциях
- Ассоциация футбола Орегона (1893–1901)
- Северо-западная межуниверситетская спортивная ассоциация (1902, 1908, 1912–1914)
- Конференция Тихоокеанского побережья (1915–1964)
- Конференция Pac-12 (1964–настоящее время)[4]

### Чемпионаты конференции
Университет штата Орегон стал победителем семи турниров конференции, которые были проведены в рамках четырех различных конференций. При этом два из них связаны с текущей конференцией Pac-12. Конференция утверждает, что история PCC является её собственной, а Спортивная ассоциация западных университетов была первым названием конференции, которая впоследствии стала конференцией Pac-12.
| Год  | Конференция                                  | Тренер         | Общий счёт |
| ---- | -------------------------------------------- | -------------- | ---------- |
| 1893 | Ассоциация футбола колледжей Орегона         | Будет Блосс    | 5–1        |
| 1897 | Ассоциация футбола колледжей Орегона         | Будет Блосс    | 6–0        |
| 1941 | Конференция Тихоокеанского побережья         | Лон Стинер     | 8–2        |
| 1956 | Конференция Тихоокеанского побережья         | Томми Протро   | 7–3–1      |
| 1957 | Конференция Тихоокеанского побережья         | Томми Протро   | 8–2        |
| 1964 | Спортивная ассоциация западных университетов | Томми Протро   | 8–3        |
| 2000 | Конференция Pacific-10                       | Деннис Эриксон | 11–1       |

Футбольная команда Oregon Agricultural Aggies, выступавшая в сезоне 1897 года, продемонстрировала выдающиеся результаты, одержав победу в пяти матчах и не пропустив ни одного гола. В общей сложности команда набрала 164 очка, опередив своих соперников. Это позволило команде завоевать свой второй чемпионский титул в рамках OIFA.
Aggies одержали победы над командами Oregon (26:8) и Washington (16:0), что позволило им стать региональными чемпионами Северо-Запада.
В сезоне 1907 года команда Oregon Agricultural Aggies выступала как независимая команда от Орегонского сельскохозяйственного колледжа. Под руководством главного тренера Фреда Норкросса команда продемонстрировала выдающиеся результаты, одержав шесть побед в шести матчах без единого пропущенного гола. Aggies одержали победы над командами Орегона (4:0), Тихоокеанского университета (49:0) и Университета Уилламетт (42:0).
Матч между командами Oregon Agricultural и Loyola, известной тогда как St. Vincent's College Saints, состоялся в День благодарения. Это была игра между «Чемпионами Северо-Запада» и «Чемпионами Калифорнии». Победитель забирал домой «Чемпионат» всего Западного побережья. После своей победы команда Aggies провозгласила себя «Чемпионами Тихоокеанского побережья».

## Домашний стадион
Стадион Reser в Корваллисе, штат Орегон, является домашней ареной команды. Первоначально он назывался стадионом Parker и был построен в 1953 году. Его вместимость составляла 25 000 зрителей. В июне 1999 года стадион Parker был переименован в стадион Reser.
С 2005 по 2016 год стадион подвергался масштабной реконструкции, в результате которой его вместимость увеличилась до 43 363 зрителей. Такая вместимость сохранялась до сезона 2021 года.
4 февраля 2021 года был объявлен проект реконструкции под названием «Completing Reser». В течение сезона 2022 года стадион имел временную вместимость 26 000 зрителей. По завершении проекта строительства к сезону 2023 года вместимость стадиона составит 35 548 зрителей.

## Соперничество

### Орегон
Основным конкурентом Университета штата Орегон является Университет Орегона. Эти два учебных заведения ведут ожесточённое и давнее соперничество, обусловленное географической близостью двух кампусов. Университет Орегона расположен в городе Юджин, штат Орегон, примерно в 40 милях (64 км) к югу от города Корваллис.

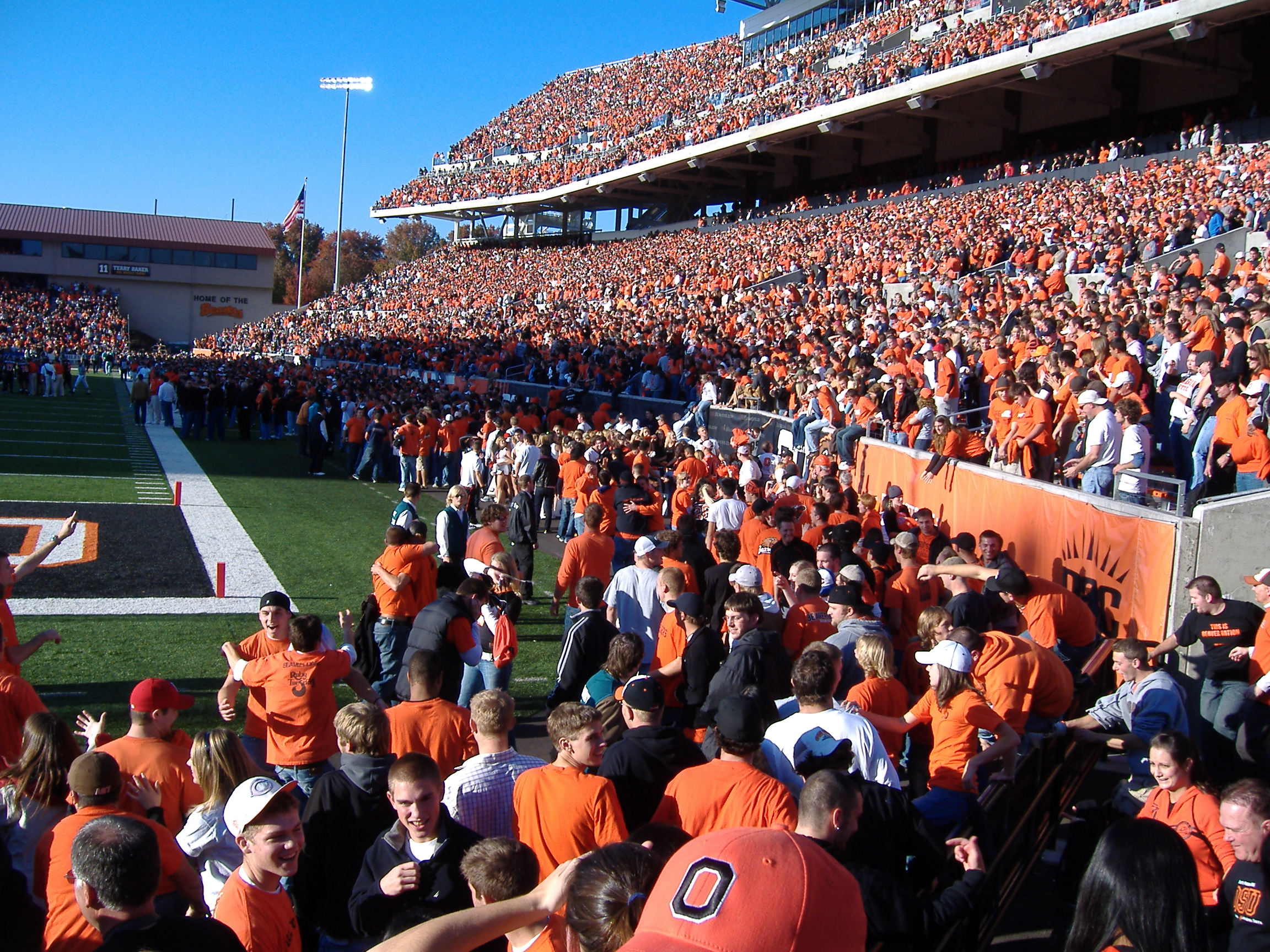
Болельщики команды штата Орегон.

Команды впервые встретились на спортивной арене в 1894 году, и с тех пор они играют друг с другом практически каждый год. Состязание между этими двумя учебными заведениями традиционно является завершающим в каждом сезоне и долгое время было известно как «Гражданская война».
За 128 встреч эти две школы разделили пятое место среди всех соперничеств первого дивизиона FBS. Хотя официально университеты не признают трофей Платипуса, он ежегодно вручается ассоциации выпускников-победителей.
По состоянию на конец сезона 2024 года, Университет Орегона лидирует в серии со счётом 69–49–10.

### Штат Вашингтон
Соперничество с Washington State началось в 1895 году, когда Cougars победили Beavers со счетом 41–35. Это одно из самых популярных соперничеств FBS в истории. Два соперника встречались 109 раз по состоянию на 2024 год и сыграют друг с другом дважды в серии домашних матчей в 2025 году. Washington State лидирует в серии со счетом 57–49–3 до конца сезона 2024 года.
Самая большая победа Beavers была 66-13 в 2008 году, в то время как самая большая победа Cougars была 55-7 в 1991 году. Самая длинная победная серия Oregon State против Cougars составляет шесть побед подряд с 1966 по 1971 год, в то время как самая длинная победная серия Washington State против Beavers составляет 10 побед подряд с 1983 по 1993 год. Соперничество пока не получило официального названия, среди предложений есть такие, как «Соперничество за земельные гранты», «Кубок Каскад» и «Соперничество за реку Колумбия».

### Чемпионат Северо-Запада
Северо-западный чемпионат — это соперничество между Орегоном, штатом Орегон, Вашингтоном и штатом Вашингтон. Четыре соперника из Тихоокеанского Северо-Запада начали играть по круговой системе в сезоне 1903 года. Победителю не присуждается трофей, и ни одна организация не присваивает титул, хотя в 2002 году «Вашингтон Хаскис» носили самодельные футболки для Северо-Западного чемпионата.